# 土曜ですこんにちは
『暮しに夢を!土曜ですこんにちは』（くらしにゆめを!どようですこんにちは）は、1972年1月8日から1978年3月25日までフジテレビで放送されていた生活情報番組である。髙島屋の一社提供。提供アナウンスでは関東地方の髙島屋の店舗名が順にアナウンス（当初は横浜・玉川・立川・大宮・日本橋、のちに柏、さらにのちに高崎が加わり、最終回時点では7店）された。

## 概要
玉川髙島屋ショッピングセンター（東京都世田谷区玉川）からの公開生放送で、ファッション、ショッピング、育児、教養、結婚、趣味、レジャーといった主婦向けの話題を取り上げていた。
司会は河内桃子（俳優）で、本番の前後には、高島屋のイメージフラワーであるバラを観覧客へ1輪ずつ渡していた。

## 司会
- 河内桃子
- 小林大輔（当時、フジテレビアナウンサー）
- 田中真規子
- 丹羽節子

## 放送時間
いずれも日本標準時。
- 土曜 13:00 - 13:30 （1972年1月8日 - 1976年3月27日）
- 土曜 12:30 - 13:00 （1976年4月3日 - 1978年3月25日）

## スタッフ
- 構成：南川泰三
- 音楽：渡辺岳夫
- 演奏：木村好夫トリオ
- 美術：馬場文衛
- 照明：山本ヒデ
- 制作著作：フジテレビ
- 企画構成：新制作
- 担当：飯塚浩子